# Cytharomorula lefevreiana
Cytharomorula lefevreiana is een slakkensoort uit de familie van de Muricidae. De wetenschappelijke naam van de soort is voor het eerst geldig gepubliceerd in 1880 door Tapparone-Canefri.